# Животињска фарма
Животињска фарма (енгл. Animal Farm) алегоријски и антиутопијски је роман британског писца Џорџа Орвела. Радња овог романа, који је објављен 17. августа 1945. у Уједињеном Краљевству, на сатиричан начин говори о догађајима који су довели до Руске револуције, као и о периоду Стаљинове владавине Совјетским Савезом. Орвел, који је био демократски социјалиста, критиковао је Стаљина, те је био непријатељски настројен према стаљинизму кога је предводила Москва. Орвелова искуства током шпанског грађанског рата су значајно обликовала ту настројеност. Веровао је да је Совјетски Савез постао брутална диктатура, саграђена од култа личности којим је владао терор. У свом писму Ивони Давет, Орвел је описао Животињску фарму као сатиричну причу против Стаљина („un conte satirique contre Staline”). У свом есеју „Зашто пишем” (из 1946), написао је да је Животињска фарма била прва књига у којој је свесно покушао да „споји политички и уметнички смисао у једно”.
Првобитни наслов књиге је гласио Animal Farm: A Fairy Story (односно Животињска фарма: Бајка). Међутим, амерички издавачи су изоставили овај поднаслов када су књигу објавили 1946. Након овог објављивања, сви преводи осим једног (за време Орвелова живота) су изоставили овај поднаслов. Постоје и друге варијације наслова попут Сатира (енгл. A Satire) и Савремена сатира (енгл. A Contemporary Satire). Орвел је предложио да превод за француско издање гласи Union des républiques socialistes animales, од чега би се добила скраћеница URSA – латинска реч за медведа и симбол Русије. Такође га је предложио јер се сећао да је француски назив за Совјетски Савез био Union des républiques socialistes soviétiques.
Орвел је књигу написао од новембра 1943. па до фебруара 1944. Војни савез са Совјетским Савезом, у то време, био је на самом врхунцу. Британци су Стаљина тада обожавали, а то је била околност коју је Орвел мрзео. Велики број америчких и британских издавача га је првобитно одбио, укључујући и Орвеловог издавача Виктора Голанча, те је објава романа самим тим била успорена. Роман је доживео значајан комерцијални успех када се коначно појавио на тржишту – првенствено зато што је Хладни рат толико брзо следио Други светски рат.
Часопис Тајм је роман навео на свој списак 100 најбољих романа на енглеском језику у периоду од 1923. до 2005. Такође се пласирао на 31. место списка најбољих романа 20. века Модерне библиотеке. Освојио је награду Хуго 1996, те се налази на једном од свезака Најбољих књига западног света.

## Радња
Стари Мајор – свиња Велепоседничке фарме – позива животиње на фарми на састанак, током кога назива све људе паразитима и учи животиње да певају песму „Животиње Енглеске”. Након смрти Мајора, две млађе свиње – Сноубол и Наполен – долазе на власт и сматрају да је њихова дужност да се спреме за Побуну. Животиње се заиста побуне и отерају неодговорног и пијаног власника Џонса са фарме, након чега је преименују у „Животињска фарма”. Доносе Седам заповести, од којих је најважнија „Све животиње су једнаке”.
Сноубол учи животиње да читају и пишу, док Наполеон учи штенад о принципима анимализма. Хране је у обиљу, те фарма функционише како треба. Свиње се доводе на позицију вођства и почињу одвајати намирнице за своју корист, наводно за своје здравље.
После неког времена, група људи нападне фарму. Џонс се удружио са другим фармерима који се плаше сличне побуне на својој фарми, те настоје да врате контролу фарме. Сноубол је, у међувремену, проучавао тактике Јулија Цезара у ишчекивању овакве битке, те наређује животињама да се повуку и напада људе у правом тренутку. Побеђују људе, те Сноуболова популарност значајно скаче међу животињама. Овај догађај називају „Битка код стаје за краве” те га почињу обележавати пуцањем из пушке. Пуцањем су почели обележавати и годишњицу Побуне.
Наполен и Сноубол почињу водити борбу око вођства фарме. Након што Сноубол објави да намерава да сагради ветрењачу, Наполеон наговара своје псе да га отерају из фарме, након чега се проглашава вођом Животињске фарме.
Наполен почиње да прави промене у управној структури фарме. Замењује недељне састанке са комитетима којима управљају свиње, које уједно владају фармом. Наполеон – уз помоћ млађе свиње, Сквилера – успева уверити друге животиње да је ветрењача у ствари била његова идеја. Животиње почињу да напорно раде, мислећи да ће им бити лакше након што изграде ветрењачу. Након што животиње проналазе срушену ветрењачу – која се заправо срушила због снажне олује – Наполен и Сквилер успевају да увере друге животиње да је то учинио Сноубол како би саботирао њихов пројекат. Након што Сноубол постане жртвени јарац, Наполеон почиње чистити фарму уз помоћ паса, убивши животиње које оптужује да се договарају са непријатељом. Када се поједине животиње покушају сетити Битке код стаје за краве (у којој Наполеон уопште није ни учествовао), Наполеон успева уверити друге животиње да је Сноубол сарађивао са Џонсом, те фалсификује своју улогу у бици прогласивши себе великим херојем битке. Песма „Животиње Енглеске” бива замењена песмом „Друг Наполеон” која настоји величати Наполеона, за кога се делује да почиње усвајати човечији начин живота. Животиње и даље настављају сматрати да им је ипак овако боље него кад је фарму поседовао Џонс.
Један од суседних фармера, господин Фредерик, напада фарму и користи експлозив како би уништио обновљену ветрењачу. Иако животиње ипак побеђују у овој бици, раде то са превеликом ценом. Многи од битке бивају рањени, а поготово коњ Боксер. Упркос својим повредама, Боксер наставља да ради све више и више све док не падне док је радио на ветрењачи. Наполеон позива покривена кола да одвезу Боксера на лечење у болницу у Билингдону. Бенџамин – цинични магарац који је „читао исто тако добро као било која свиња” – примећује да кола припадају стрводеру, те га животиње неуспешно покушају спасити. Сквилер животињама говори да је болница купила кола чији је претходни власник био стрводер. Сквилер им такође говори како је Боксер помирљиво преминуо, те свиње одржавају фестивал у Боксерову част свега дан након његове смрти. Овом гестом су такође настојале величати Животињску фарму и успели наговорити животиње да раде све више, говорећи да би то Боксер желео. Наполеон је заправо продао свог најпослушнијег и највреднијег радника како би себи и другим свињама могао купити виски.
Пролазе године, те је фарма сада успешно обновила ветрењачу, а саградила је још једну, што је свеукупно омогућило да фарма добија знатне приходе. Међутим, заборавило се на стаје с електричним осветљењем, топлотом, хладном водом и о тродневној радној недељи о чему је Сноубол једном говорио. Наполеон је ове идеје прогласио супротним анимализму додавши да најсрећније животиње живе једноставним животима. Поред Боксера, већи део животиња које су учествовале у Побуди, нису више биле живе. Џонс је такође преминуо у другом делу Енглеске. Свиње почињу да изгледају као људи, ходајући на две ноге, носећи одећу и вичеве. Седам заповести бивају скраћене на само једну реченицу: „Све животиње су једнаке, али неке животиње су једнакије од других”. У жељи да прослави нови савез с оближњим фармерима, Наполеон одлучи да направи гозбу. Укида праксе и традиције револуције и враћа назив на „Велепоседничку фарму”. Како погледи животиња клижу од свиња до људи, и поново од људи до свиња, схватају да више не могу распознати ко је свиња, а ко човек.

## Ликови

### Свиње
- Стари Мајор – стара свиња која пружа инспирацију другим животињама, те им говори да направе Побуну. Алегоријска је комбинација Карла Маркса ( једног од стварача комунизма) и Лењина (вође комуниста током Руске револуције у погледу предлагања принципа револуције). Излагање Мајорове лобање подсећа на Лењина, чије је балзамовано тело такође изложено.[10][11]
- Наполеон – „стари беркширски нераст прилично дивљег изгледа, једини од своје врсте на фарми; није много говорио, али је био угледан јер је о свему имао сопствени став”.[12] Алегорија је Јосиф Стаљина.[10] Главни је зликовац романа. Наполеон носи име César у првом француском издању романа, мада га је други превод ипак називао Napoléon.[13]
- Сноубол – Наполеонов супарник и првобитни вођа фарме након Џонсовог изгнанства. Углавном се базира на Лаву Троцком,[10] мада садржи и Лењинове карактеристике.[11]
- Сквилер – мали, бели прасац који је Наполеонова десна рука, а уједно и министар пропаганде. На сличној је позицији као Вјечеслав Молотов.[10]
- Минимус – поетски настројен прасац који пише другу и трећу химну након што је забрањена химна „Животиње Енглеске”.
- Прашчићи – наговештава се да су Наполеонова деца. Уједно су прва генерација подложна Наполеоновој идеји неједнакости.
- Млади прасци – четири прасца која се жале након што Наполеон долази на власт. Брзо бивају ушуткани и смакнути. Заснивају се на четири човека из Велике чистке: Григорија Зиновјева, Лава Камењева, Николаја Бухарина и Алексеја Рикова.
- Пинкај – мање важан лик прасца који се спомиње само једном. Наполеонов је кушач хране и његова је дужност да провери да ли је Неполеонова храна отрована. Запошљава га након што се прошире гласине да је дошло до покушаја атентата на Наполеона.

### Људи
- Господин Џонс – пријашњи власник фарме који је веома склон пићу. Животиње се одлуче на побуну против Џонса након што се толико опије да им престане давати храну и пиће. Алегорија је руског цара Николаја II. Николај абдицира након Фебруарске револуције 1917, те га бољшевици убијају 17. јула 1918.
- Господин Фредерик – окрутни власник оближње фарме Пинчфилд. Кратко улази у савез са Наполеоном. Алегорија је Адолфа Хитлера, који потписује споразум о ненападању, те га касније крши инвазијом Совјетског Савеза.
- Господин Пилкингтон – опуштени, а и лукави власник оближње фарме Фоксвуд.
- Господин Вајмпер – човек кога Наполеон запошљава да буде посредник Животињске фарме и људског друштва. Наполеон га први пут користи за добављање неопходних намирница попут парафина. Међутим, касније га користи да би свињама набавио алкохол.

### Коњи и магарци
- Боксер – лојалан, љубазан, посвећен и вредан радни коњ, иако је поприлично наиван и лаковеран. Боксер ради већи део физичког рада на фарми, држећи се поједностављеног уверења да ће рад решити проблеме свих животиња. Упоређује је са Стахановским покретом. Лик се описује као „веран и јак”;[14] сматра да се сви проблеми могу решити ако само ради што мукотрпније.[15] Међутим, након што се Боксер повреди, Наполеон га продаје стрводеру како би себи могао приуштити виски.
- Моли – себична, самопопустљива и сујетна млада бела кобила која фарму брзо напушта након револуције. Спомиње се само једном у остатку романа, слично онима који су напустили Русију након пада цара.
- Кловер – нежна и брижна кобила која се посебно брине за Боксера. Чини се да примећује тајне трикове и планове које спроводе Наполеон и Сквилер.
- Бенџамин – магарац који је један од најстаријих и најмудријих животиња на фарми. Један је и од ретких који уме исправно да чита. Он је скептичан, темпераментан и циничан. Његова најчешћа изрека је: „Живот ће тећи даље као и до сада – значи, лоше.”[16] Академик Морис Дикстајн говори да „постоји и трун самог Орвела у непрестаном скептицизму овог створења.”[17] Заиста, пријатељи су га звали „Магарац Џорџ”, ”по његовом чантравом магарцу из Животињске фарме.”[18]

### Остале животиње
- Мјуријел – Коза која је још једна од најстаријих, најмудријих животиња на фарми и пријатељ са свим животињама на фарми. Слично Бенџамину, Мјуријел је једна од ретких животиња на фарми која није свиња, али може да чита. Она преживљава, као и Бењамин, избегавајући политику.
- Штенци – потомци Џеси и Блубел, штенце је одузео Наполеон при рођењу и одгајао их је да служе као његова моћна безбедносна снага.
- Мојсије – Гавран, „посебни љубимац господина Џонса, био је шпијун и причалица, али је такође био и паметан говорник“. У почетку након што је госпођа Џонс у изгнанству, поново се појављује неколико година касније и наставља своју улогу да прича, али не ради. Он увесељава становнике Животињске фарме причама о чудесном месту иза облака које се зове „Шећерна Планина, та срећна земља у којој ћемо ми јадне животиње заувек почивати од свог труда!“ Орвел приказује успостављену религију као „црног гаврана свештеничког заната – који обећава питу на небу када умреш, и верно служи ономе ко је на власти“. Његово проповедање животињама их охрабрује, а Наполеон дозвољава Мојсију да борави на фарми „уз додатак од једне пинте пива дневно“, слично ономе како је Стаљин вратио Руску православну цркву током Другог светског рата.
- Овце – Њима се не дају појединачна имена или личности. Они показују ограничено разумевање анимализма и политичке атмосфере фарме, али су ипак глас слепог конформизма, док блеје своју подршку Наполеоновим идеалима џинговима током његових говора и састанака са Сноуболом. Њихово стално блејање „четири ноге добре, две ноге лоше“ коришћено је као средство за угушивање било каквог противљења или алтернативних погледа од Сноубола, баш као што је Стаљин користио хистеричну гомилу да угуши Троцког. Пред крај књиге, Сквилер (пропагандиста) обучава овце да промене свој слоган у „четири ноге добро, две ноге боље“, што оне послушно раде.
- Кокошке – Неименоване. Кокошкама је обећано на почетку револуције да ће задржати своја јаја, која су им украдена под господином Џонсом. Међутим, убрзо им се узимају јаја под претпоставком да купују робу изван животињске фарме. Кокошке су међу првима који су се побунили, иако безуспешно, против Наполеона. Они су брутално потиснуте глађу.
- Краве – Неименоване. Краве су у револуцију намамљене обећањима да им млеко неће бити украдено, већ да се може користити за узгој телади. Њихово млеко потом краду свиње, које су научиле да их помузу. Млеко се свакодневно меша у свињску кашу, док су остале животиње ускраћене за такав луксуз.
- Мачка – Неименована и никада није виђена да обавља било какав посао. Мачка је дуго одсутна и опроштено јој је јер су њени изговори толико убедљиви и она је „тако нежно прела да је било немогуће не веровати у њене добре намере“. Она није заинтересована за политику фарме, а једини пут када је забележено да је учествовала на изборима, утврђено је да је заправо „гласала на обе стране“.
- Патке – Неименоване.
- Петлови – Један се договара да пробуди Боксера рано, а црни делује као трубач за Наполеона.
- Гуске – Неименоване. Једна гуска извршава самоубиство једући бобице велебиља.
- Пацови — Неименовани.